# Três Dias de Antuérpia
Os Três Dias de Antuérpia foi uma corrida de ciclismo por etapas disputada em seis ocasiões de 1954 a 1960 na Antuérpia, Bélgica.

## Palmarés
| Ano  | Vencedor         | Segundo         | Terceiro          |
| 1954 | Wim van Est      | Guido De Santi  | Hugo Koblet       |
| 1955 | Germain Derijcke | René Mertens    | André Vlayen      |
| 1956 | Rik Van Looy     | Raymond Impanis | Wim van Est       |
| 1957 | Leon Van Daele   | Gilbert Desmet  | Joseph Planckaert |
| 1958 | André Vlayen     | Rik Van Looy    | Frans Aerenhouts  |
| 1960 | Eddy Pauwels     | Rolf Wolfshohl  | Louis Troonbeckx  |